# Постійний контракт викладача
Постійний контракт викладача — різновид договору між представником професорсько-викладацького складу та закладом вищої освіти (ЗВО), що передбачає довічне обіймання посади.

## Мета контракту
Багато університетів США та Канади надають обраним представникам старшого професорсько-викладацького складу, які обіймають посади Professor і Associate Professor, довічний контракт (tenure), без права звільнення адміністрацією. Загальна мета такого контракту — захист незалежності вчених (academic freedom).
Крім того, довічний контракт з університетом дає стимул працювати на репутацію даного навчального закладу і не побоюватися конкуренції з боку молодих і талановитих колег. Вважається також, що довічний контракт захищає вченого від звільнення в разі конфлікту з адміністрацією або роботи з немодної тематики, що важливо для появи оригінальних ідей і дає деякі гарантії від застою в прогресі науки через те, що професура віддає перевагу «безпечним» темам.

## Порядок надання
У США та Канаді аналогічний термін (англ. tenure) стосується тільки до старшого професорсько-викладацького складу та означає, зокрема, право обіймати посаду довічно. Молодші викладачі працюють за тимчасовими контрактами й можуть зробити кар'єру лише за наявності солідного списку опублікованих наукових праць, значного досвіду педагогічної практики та виконання адміністративних обов'язків.
Право на довічне зайняття посади було в 1980-х роках обмежено у Великій Британії; його не існує в Австралії та у багатьох європейських країнах. Крім того, в більшості європейських університетів для аспірантів та молодих дослідників, незалежно від наявності чи відсутності наукового ступеня, викладання заборонено. У Німеччині викладання формально дозволяється лише професурі та обмеженій кількості інших штатних співробітників, але насправді значну частину своєї педагогічної роботи професори передоручають студентам та аспірантам, які працюють у їхніх лабораторіях, а також своїм позаштатним співробітникам. У французькій науці довічне наймання — поширене явище, починаючи з молодих учених.
У Новій Зеландії та деяких інших країнах замість довічного найму професорсько-викладацького складу та наукових співробітників практикується близьке за змістом довгострокове наймання.
У Росії діє система контрактного найму професорсько-викладацького складу. Укладенню трудової угоди передує обрання за конкурсом на заміщення відповідної посади; кожні п'ять років має проводитися атестація з метою підтвердження відповідності працівника посаді. Стаття 332 Трудового кодексу РФ передбачає можливість укладення угоди як на певний термін, так і безстрокової, проте зазвичай укладаються лише угоди на певний термін.